# A.B.C.D. Nuls
A.B.C.D. Nuls est une émission de télévision humoristique du groupe les Nuls, diffusée en France pendant 61 épisodes, d'août à décembre 1989, sur la chaine Canal+.

## Description
A.B.C.D. Nuls était une émission de type abécédaire, mettant en scène une série de sketches illustrés par de fausses définitions du dictionnaire. L'émission est stoppée au bout de quelques mois, à la suite de la mort brutale le 8 décembre 1989 de Bruno Carette, l'un des membres du groupe les Nuls.

## Intervenants
- Alain Chabat
- Bruno Carette
- Chantal Lauby
- Dominique Farrugia